# ماكسين آشر
ماكسين آشر (بالإنجليزية: Maxine Asher)‏ هي أكاديمية أمريكية، ولدت في 15 أغسطس 1930 في شيكاغو في الولايات المتحدة، وتوفيت في 19 مايو 2015 في كالاباساس في الولايات المتحدة.